# Ginnig
̟

## Historia de la investigación
El yacimiento fue descubierto en 1986 durante una prospección arqueológica de campo dirigida por Tony Wilkinson. Se excavó durante una única temporada en 1987-1988 bajo la dirección de Stuart Campbell, durante la cual se excavaron algo más de 80 m2.

## El yacimiento y su entorno
Ginnig está situado en la gobernación de Nínive (Irak). El yacimiento mide unos 80 por 100 m y se extiende unos 50 cm por encima de la llanura circundante. Las excavaciones han demostrado que su profundidad es de al menos 2,2 m.

## Historia de la ocupación
Se excavó una pequeña zanja hasta llegar a suelo virgen. Se encontraron muros de tapial en los niveles más profundos, pero no cerámica.
La excavación reveló un edificio casi completo en el nivel superior más reciente de Ginnig, con escasas pruebas de otros edificios. El edificio completo estaba construido con muros de tapial y constaba de varias habitaciones pequeñas e irregulares. Es posible que el edificio se construyera de forma aglutinante, añadiendo habitaciones de una en una. Es posible que algunos muros no llegaran hasta el tejado. Las pequeñas puertas que daban acceso a las habitaciones son similares a las de otros yacimientos contemporáneos como Sotto y Yarim Tappeh. A juzgar por los objetos recuperados en las habitaciones, se ha sugerido que cada una de ellas podría haber sido utilizada para actividades domésticas independientes. Los restos óseos y craneales de animales hallados en la parte inferior de las paredes y en los pozos excavados en el suelo de las habitaciones se han interpretado como depósitos rituales relacionados con la «apertura» y el «cierre» del edificio. En este nivel se encontraron pequeñas cantidades de cerámica.
El material lítico del yacimiento parece indicar que estuvo ocupado desde el PPNB hasta el Neolítico cerámico. La lítica es similar a la recuperada en yacimientos cercanos como Qermez Dere y M'lefaat. [La cerámica del último nivel se ha descrito como una «versión prototipo monótona del ahora conocido conjunto proto-Hassuna». El yacimiento es importante porque es uno de los pocos de Mesopotamia superior en los que se ha excavado material cerámico antiguo en combinación con material acerámico anterior.